# Силва, Эдсон
Эдсон Силва (или Дидо) (порт. Edson Silva Dido; 27 июня 1962) — бразильский футболист и тренер. Имеет нидерландское гражданство.

## Карьера
В качестве футболиста выступал на позиции полузащитника за известные бразильские команды «Фламенго» и «Сантос». В 1986 году переехал в Израиль, где он играл до завершения карьеры.
В 1996 году Дидо повесил бутсы на гвоздь в клубе «Маккаби» (Лазарус Холон). В нём же он дебютировал в качестве главного тренера начав свою карьеру наставника. Позднее специалист переехал в Нидерланды. Некоторое время он трудился на Мальте. В 2001 году он был назначен на пост главного тренера сборной Вьетнама. Практически сразу после начала работы ему стали поступать угрозы от местных болельщиков. Анонимные хулиганы не верили в успех национальной команды под руководством Дидо и обещали расправиться с ним. Бразилец был вынужден отправить на родину свою семью, а для личной безопасности Федерация футбола Вьетнама нанимала ему телохранителей. Вскоре Дидо покинул свою должность после неудовлетворительных результатов сборной на Юго-восточных азиатских играх.
В 2005 году специалист возглавлял сборную Тайваня, а с января по ноябрь 2009 года — Бангладеш.

## Достижения

### Футболиста
- Чемпион Израиля (1): 1986/87.
- Обладатель Кубка Израиля (1): 1988/1989.
- Обладатель Суперкубка Израиля (1): 1986.

### Тренера
- Обладатель Кубка штата Пиауи (1): 2008.